# Сідар-Крест (Пенсільванія)
Сідар-Крест (англ. Cedar Crest) — переписна місцевість (CDP) в США, в окрузі Міффлін штату Пенсільванія. Населення — 157 осіб (2020).

## Географія
Сідар-Крест розташований за координатами 40°23′48″ пн. ш. 77°53′9″ зх. д. / 40.39667° пн. ш. 77.88583° зх. д. (40.396593, -77.885703).  За даними Бюро перепису населення США в 2010 році переписна місцевість мала площу 0,56 км², уся площа — суходіл.

## Демографія
Згідно з переписом 2010 року, у переписній місцевості мешкало 195 осіб у 82 домогосподарствах у складі 54 родин. Густота населення становила 346 осіб/км².  Було 100 помешкань (178/км²).
Расовий склад населення:
| - 97,4 % — білих |

До двох чи більше рас належало 2,6 %. Частка іспаномовних становила 1,0 % від усіх жителів.
За віковим діапазоном населення розподілялося таким чином: 24,6 % — особи молодші 18 років, 55,4 % — особи у віці 18—64 років, 20,0 % — особи у віці 65 років та старші. Медіана віку мешканця становила 40,8 року. На 100 осіб жіночої статі у переписній місцевості припадало 109,7 чоловіків;  на 100 жінок у віці від 18 років та старших — 98,6 чоловіків також старших 18 років.
Середній дохід на одне домашнє господарство  становив 35 983 долари США (медіана — 31 875), а середній дохід на одну сім'ю — 35 192 долари (медіана — 32 826). За межею бідності перебувало 11,9 % осіб, у тому числі 9,3 % дітей у віці до 18 років та 24,5 % осіб у віці 65 років та старших.
Цивільне працевлаштоване населення становило 132 особи. Основні галузі зайнятості: мистецтво, розваги та відпочинок — 39,4 %, роздрібна торгівля — 22,7 %, освіта, охорона здоров'я та соціальна допомога — 19,7 %.